# Донецький обласний комітет Комуністичної партії України
Донецький (в 1938—1961 роках Сталінський) обласний комітет Комуністичної партії України — орган управління Донецькою обласною партійною організацією КП України (1932–1991 роки). Донецька область утворена 2 липня 1932 року з Сталінської округи УСРР. У червні 1938 — листопаді 1961 — Сталінська область.

## Перші секретарі обласного комітету (обкому)
- 20 липня — 19 вересня 1932 — Чувирін Михайло Євдокимович
- 19 вересня 1932 — 18 вересня 1933 — Акулов Іван Олексійович
- 18 вересня 1933 — 24 травня 1937 — Саркісов Саркіс Артемович
- 24 травня 1937 — 8 квітня 1938 — Прамнек Едуард Карлович
- 8 квітня — 12 листопада 1938 — Щербаков Олександр Сергійович
- 12 листопада 1938 — 4 серпня 1941 — Любавін Петро Митрофанович
- 13 вересня — 26 жовтня 1941 — в.о. Задіонченко Семен Борисович
- вересень 1943 — 16 лютого 1944 — в.о. Дрожжин Михайло Іванович
- 16 лютого 1944 — 21 липня 1947 — Мельников Леонід Георгійович
- 21 липня 1947 — 19 вересня 1953 — Струєв Олександр Іванович
- 19 вересня 1953 — 1 березня 1960 — Казанець Іван Павлович
- 1 березня 1960 — 16 січня 1963 — Ляшко Олександр Павлович
- 16 січня 1963 — 7 грудня 1964 (сільський) — Попльовкін Трохим Трохимович
- 17 січня — 11 липня 1963 (промисловий) — Ляшко Олександр Павлович
- 11 липня 1963 — 7 грудня 1964 (промисловий) — Дегтярьов Володимир Іванович
- 7 грудня 1964 — 6 січня 1976 — Дегтярьов Володимир Іванович
- 6 січня 1976 — 29 жовтня 1982 — Качура Борис Васильович
- 29 жовтня 1982 — 11 червня 1988 — Миронов Василь Петрович
- 22 червня 1988 — 9 лютого 1990 — Вінник Анатолій Якович
- 9 лютого 1990 — серпень 1991 — Миронов Євген Васильович

## Другі секретарі обласного комітету (обкому)
- липень 1932 — 2 березня 1933 — Вайнов Антон Романович
- 2 березня 1933 — вересень 1933 — Саркісов Саркіс Артемович
- вересень 1933 — лютий 1936 — Вайнов Антон Романович
- лютий 1936 — липень 1937 — Холохоленко Олександр Улянович
- липень 1937 — вересень 1937 — Осипов Олександр Васильович
- вересень 1937 — 8 квітня 1938 — Піндюр Іван Максимович
- 28 квітня 1938 — червень 1938 — в.о. Любавін Петро Митрофанович
- червень 1938 — січень 1939 — Новиков Іван Васильович
- січень 1939 — грудень 1939 — Гайовий Антон Іванович
- лютий 1940 — 1942 — Мельников Леонід Георгійович
- березень 1944 — травень 1945 — Бережний Семен Петрович
- травень 1945 — 1947 — Волков Павло Романович
- затв. листопад 1947 — 25 жовтня 1951 — Клименко Василь Костянтинович
- 25 жовтня 1951 — 1957 — Дядик Іван Іванович
- затв. серпень 1957 — 1 березня 1960 — Ляшко Олександр Павлович
- 1 березня 1960 — серпень 1962 — Титаренко Олексій Антонович
- серпень 1962 — січень 1963 — Погребняк Яків Петрович
- 16 січня 1963 — 7 грудня 1964 (сільський) — Панков Василь Євдокимович
- 17 січня — 11 липня 1963 (промисловий) — Дегтярьов Володимир Іванович
- 11 липня 1963 — 7 грудня 1964 (промисловий) — Сологуб Віталій Олексійович
- 7 грудня 1964 — квітень 1971 — Сологуб Віталій Олексійович
- квітень 1971 — 1974 — Зуєв Олександр Опанасович
- 1974 — 6 січня 1976 — Качура Борис Васильович
- 10 січня 1976 — 29 жовтня 1982 — Статинов Анатолій Сергійович
- 29 жовтня 1982 — 17 грудня 1987 — Кучеренко Віктор Григорович
- 17 грудня 1987 — 22 червня 1988 — Вінник Анатолій Якович
- 22 червня 1988 — 31 серпня 1989 — Смірнов Юрій Костянтинович
- 31 серпня 1989 — 7 квітня 1990 — Миронов Євген Васильович
- 7 квітня 1990 — серпень 1991 — Симоненко Петро Миколайович

## Секретарі обласного комітету (обкому)
- 21 липня 1932 — 1933 — Зеленський Тимофій Петрович
- 21 липня 1932 — 20 вересня 1932 — Саятов Іван Омелянович
- 1932 — січень 1933 — Воробйов Іван Онисимович
- 20 вересня 1932 — 18 вересня 1933 — Саркісов Саркіс Артемович (з постачання)
- січень 1933 — квітень 1933 — Налімов Михайло Миколайович (по транспорту)
- 2 березня 1933 — вересень 1933 — Терехов Роман Якович (по вугільній промисловості)
- 2 березня 1933 — вересень 1933 — Вайнов Антон Романович (по металургійній промисловості)
- 1933 — 1934 — Окорков Костянтин Іванович (по металургії)
- 193. — 1937 — Масленко Павло Федорович (3-й секретар)
- 9 червня 1938 — січень 1939 — Гайовий Антон Іванович (3-й секретар)
- січень 1939 — лютий 1940 — Мельников Леонід Георгійович (3-й секретар)
- лютий 1939 — травень 1941 — Литвин Костянтин Захарович (по пропаганді)
- квітень 1939 — 1941 — Волков Павло Романович (по кадрах)
- лютий 1940 — грудень 1941 — Дрожжин Михайло Іванович (3-й секретар)
- 16 травня 1941 — грудень 1941 — Кигинько Роман Іванович (по пропаганді)
- 16 травня 1941 — грудень 1941 — Єнютін Георгій Васильович (по металургії)
- 16 травня 1941 — грудень 1941 — Клименко Василь Костянтинович (по хімічній промисловості)
- 16 травня 1941 — грудень 1941 — Безхлібний Олександр Федорович (по вугільній промисловості)
- 16 травня 1941 — грудень 1941 — Шепелєв Павло Андрійович (по електростанціях)
- 16 травня 1941 — грудень 1941 — Сарапулов Дмитро Васильович (по машинобудівній і оборонній промисловості)
- 16 травня 1941 — грудень 1941 — Саєнко Антон Іванович (по транспорту)
- 16 травня 1941 — грудень 1941 — Климентьєв Ф.С. (по промисловості)
- 16 травня 1941 — грудень 1941 — Козинов К.Н. (по будівництву і будматеріалах)
- 1943 — травень 1945 — Волков Павло Романович (по кадрах)
- 1943 — травень 1944 — Дрожжин Михайло Іванович (3-й секретар)
- 1943 — 1945 — Неботов Олександр Андрійович (в.о. по пропаганді)
- травень 1944 — 1946 — Жуков Костянтин Павлович (3-й секретар)
- березень 1945 — вересень 1946 — Климушев Володимир Якович (по пропаганді)
- затв. вересень 1945 — січень 1949 — Безхлібний Олександр Федорович (по кадрах)
- затв. вересень 1946 — 5 січня 1957 — Кигинько Роман Іванович (по пропаганді)
- затв. лютий 1947 — лютий 1949 — Співак Марк Сидорович (3-й секретар)
- затв. березень 1949 — жовтень 1950 — Орловський Степан Пантелійович
- затв. вересень 1949 — 25 жовтня 1951 — Дядик Іван Іванович
- затв. жовтень 1950 — 1952 — Глухов Захар Миколайович
- 25 жовтня 1951 — 1952 — Титаренко Олексій Антонович
- червень 1954 — 1957 — Ляшко Олександр Павлович (по промисловості)
- затв. жовтень 1954 — 14 вересня 1961 — Кожанов Григорій Петрович (по сільському господарству)
- 5 січня 1957 — 16 січня 1963 — Білоколос Дмитро Захарович (по ідеології)
- затв. серпень 1957 — березень 1962 — Дегтярьов Володимир Іванович (по промисловості)
- 14 вересня 1961 — 16 січня 1963 — Панков Василь Євдокимович (по сільському господарству)
- затв. травень 1962 — 16 січня 1963 — Пономарьов Петро Олексійович
- 16 січня 1963 — 7 грудня 1964 — Скобцов Леонід Якович (сільський по ідеології)
- 16 січня 1963 — 7 грудня 1964 — Головко Кузьма Петрович (сільський парт-держ. контроль)
- 17 січня 1963 — 7 грудня 1964 — Білоколос Дмитро Захарович (промисловий по ідеології)
- 17 січня 1963 — 7 грудня 1964 — Тимошенко Олександр Тимофійович (промисловий парт-держ. контроль)
- 7 грудня 1964 — березень 1966 — Білоколос Дмитро Захарович (по ідеології)
- 7 грудня 1964 — 8 травня 1971 — Походін Віктор Пилипович (по сільському господарству)
- 7 грудня 1964 — квітень 1971 — Зуєв Олександр Опанасович (по промисловості)
- 7 грудня 1964 — лютий 1966 — Тимошенко Олександр Тимофійович (парт-держ. контроль)
- затв. липень 1966 — 26 грудня 1968 — Перун Микола Самійлович (по ідеології)
- 26 грудня 1968 — 9 січня 1976 — Пономарьов Петро Олексійович (по ідеології)
- 8 травня 1971 — 30 травня 1975 — Грінцов Іван Григорович (по сільському господарству)
- 8 травня 1971 — 9 січня 1976 — Мостовий Павло Іванович (по промисловості)
- 30 травня 1975 — 17 червня 1989 — Усатенко Юрій Спиридонович (по сільському господарству)
- 10 січня 1976 — 31 серпня 1989 — Єрхов Геннадій Петрович (по ідеології)
- 10 січня 1976 — травень 1980 — Гуренко Станіслав Іванович (по промисловості)
- 13 жовтня 1979 — 1986 — Коваль Микола Гурійович (по вугільній промисловості)
- травень 1980 — 29 жовтня 1982 — Кучеренко Віктор Григорович (по промисловості)
- 29 жовтня 1982 — вересень 1985 — Дранко Микола Степанович
- 26 жовтня 1985 — 2 лютого 1989 — Безлєпкіна Людмила Федорівна
- липень 1986 — грудень 1988 — Поважний Станіслав Федорович (по вугільній промисловості)
- 2 лютого 1989 — 1991 — Юхно Євген Іванович
- 17 червня 1989 — серпень 1991 — Чупрун Вадим Прокопович (по сільському господарству)
- 31 серпня 1989 — 7 квітня 1990 — Симоненко Петро Миколайович (по ідеології)
- 7 квітня 1990 — 1991 — Сергієнко Володимир Олексійович (по соціально-економічному розвитку)
- 1991 — серпень 1991 — Татаринов Анатолій Арефійович

## Заступники секретарів обласного комітету (обкому)
- 1943 (затв. жовтень 1944) — листопад 1944 — Клименко Василь Костянтинович (заст. секретаря обкому по хімічній промисловості)
- 1944 (затв. липень 1945) — 1946 — Рогач Олександр Павлович (заст. секретаря обкому по металургійній промисловості)
- 1944 (затв. червень 1945) — листопад 1948 — Шепелєв Павло Андрійович (заст. секретаря обкому по електростанціях)
- затверджений березень 1945 — листопад 1948 — Саєнко Антон Іванович (заст. секретаря обкому по транспорту)
- затверджений квітень 1945 — вересень 1945 — Потапов Петро Петрович (заст. секретаря обкому по промисловості)
- затверджений квітень 1945 — /1947/ — Яковенко Федір Захарович (заст. секретаря обкому по машинобудівній промисловості)
- затверджений липень 1945 — листопад 1948 — Цись Григорій Йосипович (заст. секретаря обкому по будівництву і будівельних матеріалах)
- 1945 (затв. жовтень 1945) — листопад 1948 — Уразовський Олександр Федорович (заст. секретаря обкому по хімічній промисловості)
- затверджений лютий 1946 — /1947/ — Зайцев С.І. (заст. секретаря обкому по вугільній промисловості)
- затверджений квітень 1946 — листопад 1948 — Астрахань Зіновій Ілліч (заст. секретаря обкому по промисловості)
- 1 червня (затв. вересень) 1946 — 20 квітня 1947 — Єнютін Георгій Васильович (заст. секретаря обкому по металургійній промисловості)
- затверджений листопад 1946 — листопад 1948 — Платонов Максим Оникійович (заст. секретаря обкому по торгівлі і громадському харчуванню)
- /1947/ — листопад 1948 — Рубайло Костянтин Трохимович (заст. секретаря обкому)
- /1947/ — листопад 1948 — Дядик Іван Іванович (заст. секретаря обкому по вугільній промисловості)